# الدوري الجنوبي لكرة القدم 1967–68
الدوري الجنوبي لكرة القدم 1967–68 (بالإنجليزية: 1967–68 Southern Football League)‏ هو موسم من الدوري الجنوبي الممتاز. فاز فيه نادي تشيلمسفورد.